# Nicholas Stargardt
Nicholas Stargardt (geboren 1962 in Melbourne) ist ein australischer Historiker und Professor für Neuere Europäische Geschichte am Magdalen College in Oxford.

## Leben
Nicholas Stargardt ist der Sohn eines Deutschen und einer Australierin. Sein Vater stammte aus einer sozialistischen, assimilierten jüdischen Berliner Familie und musste 1939 aus dem Deutschen Reich emigrieren. Stargardt studierte Geschichte am King’s College der Universität Cambridge. Er ist mit der Historikerin Lyndal Roper verheiratet, sie haben zwei Kinder.  
Stargardt ist Fellow am Magdalen College und lehrt Europäische Geschichte an der Universität Oxford. Er arbeitet über die deutsche Geschichte in der ersten Hälfte des 20. Jahrhunderts und forscht zum Holocaust. 
In seinem Werk The German Idea of Militarism: Radical and Socialist Critics (1994) untersuchte er die Geschichte der Antikriegsbewegung in Deutschland vor dem Ersten Weltkrieg. Die Studie „Maikäfer flieg!“ Hitlers Krieg und die Kinder (2005) bringt eine Sozialgeschichte des Zweiten Weltkriegs in Deutschland aus der Sicht von Kindern. 
Für das Buch Der deutsche Krieg 1939–1945 (2015) wertete er Briefe und Tagebucheinträge aus. Er schilderte, wie  gewöhnliche Deutsche – Lehrer, Krankenschwestern, Nationalsozialisten, Christen, Juden – den Krieg durchlebten, worauf sie hofften, was sie schockierte und worüber sie schwiegen.

## Schriften (Auswahl)
- The German idea of militarism: radical and socialist critics, 1866–1914. Cambridge Univ. Press, Cambridge 1994
- Witnesses of war: children’s lives under the Nazis. Cape, London 2005 	
  - „Maikäfer flieg!“ Hitlers Krieg und die Kinder. Übersetzung Gennaro Ghirardelli. München: Deutsche Verlags-Anstalt, München 2006
  - Kinder in Hitlers Krieg. Übersetzung Gennaro Ghirardelli. Pantheon Verlag 2008, ISBN 978-3570550526
- The German War: a nation under arms, 1939–45. The Bodley Head, London 2015 
  - Der deutsche Krieg: 1939–1945. Übersetzung Ulrike Bischoff. Frankfurt am Main: S. Fischer, 2015 ISBN 978-3-10-075140-9.